# Droptop
Droptop – singel polskiego rapera Young Igiego z albumu studyjnego Skan myśli. Singel został wydany 29 sierpnia 2019 roku przez wytwórnię Universal Music Polska. Tekst utworu został napisany przez Igora Ośmiałowskiego.
Nagranie uzyskało certyfikat złotej płyty w 2021 roku.
Singel zdobył ponad 8 milionów wyświetleń w serwisie YouTube (2023) oraz ponad 4 miliony odsłuchań w serwisie Spotify (2023).

## Nagrywanie
Utwór został wyprodukowany przez SHDØW. Tekst do utworu został napisany przez Igora Ośmiałowskiego.

## Twórcy
- Young Igi – słowa[1][2]
- Igor Ośmiałowski – tekst[1][2]
- SHDØW – produkcja[1]